# Das Karussell

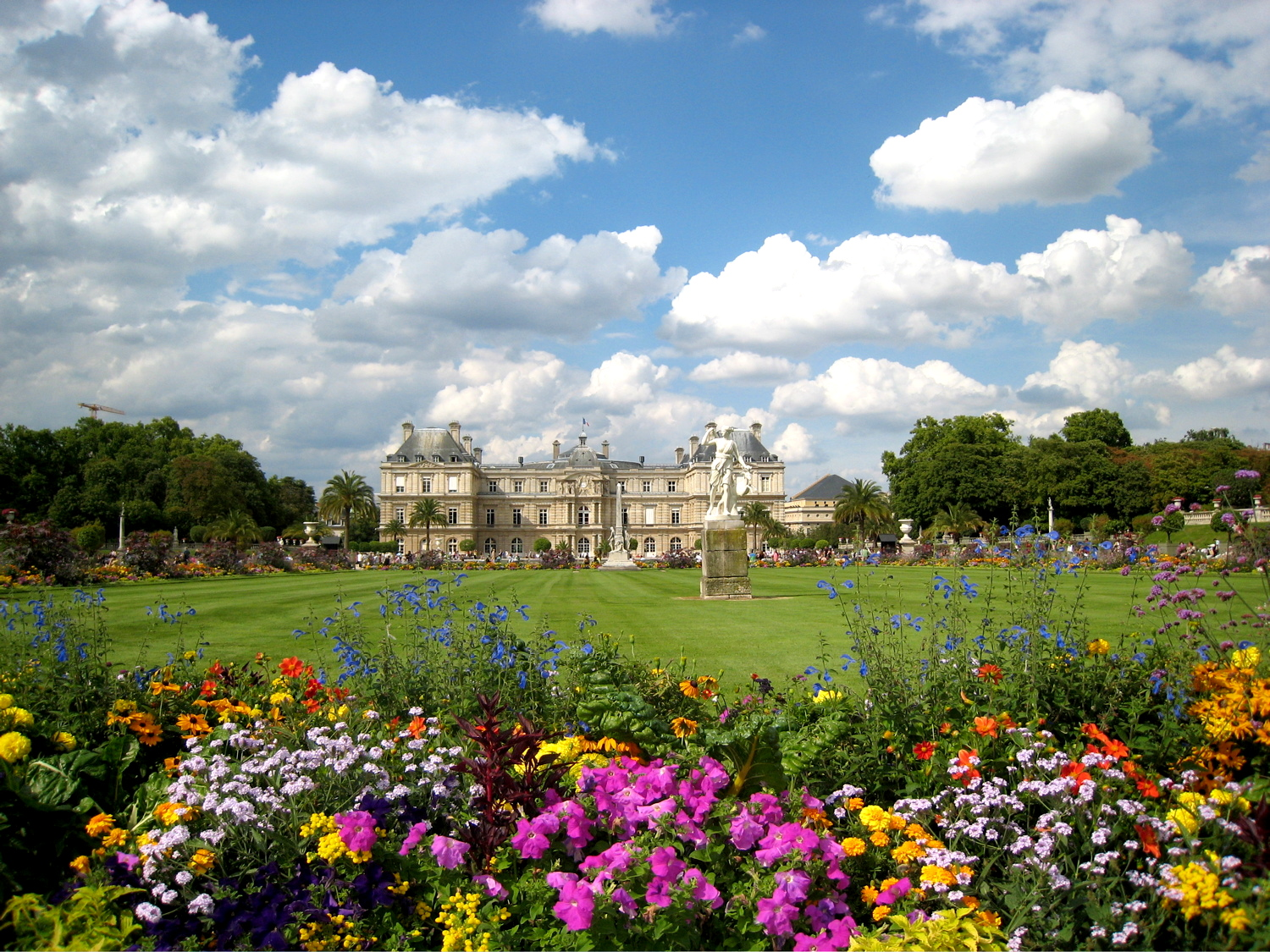
Paris, Jardin du Luxembourg

Das Karussell ist eines der bekanntesten Gedichte von Rainer Maria Rilke. Er schrieb dieses Dinggedicht im Jahre 1906 in Paris. Im Pariser Jardin du Luxembourg betrachtet das lyrische Ich das „ewige“ Kreisen eines Kinderkarussells.

## Text
Das Karussell

Jardin du Luxembourg

Mit einem Dach und seinem Schatten dreht

sich eine kleine Weile der Bestand

von bunten Pferden, alle aus dem Land,

das lange zögert, eh es untergeht.

Zwar manche sind an Wagen angespannt,

doch alle haben Mut in ihren Mienen;

ein böser roter Löwe geht mit ihnen

und dann und wann ein weißer Elefant.

Sogar ein Hirsch ist da, ganz wie im Wald,

nur dass er einen Sattel trägt und drüber

ein kleines blaues Mädchen aufgeschnallt.

Und auf dem Löwen reitet weiß ein Junge

und hält sich mit der kleinen heißen Hand

dieweil der Löwe Zähne zeigt und Zunge.

Und dann und wann ein weißer Elefant.

Und auf den Pferden kommen sie vorüber,

auch Mädchen, helle, diesem Pferdesprunge

fast schon entwachsen; mitten in dem Schwunge

schauen sie auf, irgendwohin, herüber –.

Und dann und wann ein weißer Elefant.

Und das geht hin und eilt sich, dass es endet,

und kreist und dreht sich nur und hat kein Ziel.

Ein Rot, ein Grün, ein Grau vorbeigesendet,

ein kleines kaum begonnenes Profil –.

Und manchesmal ein Lächeln, hergewendet,

ein seliges, das blendet und verschwendet

an dieses atemlose blinde Spiel ...

## Literarische Einordnung
Charakteristisch für Dinggedichte treten auch in Das Karussell die Sprechinstanz und ihre Selbstreflexion hinter die Darstellung eines Gegenstandes zurück, die weitgehend für sich spricht. Um die Jahrhundertwende bewegt sich Rilke in einer Gegenströmung zum Naturalismus, die an impressionistische und symbolistische Ideen anknüpft. Anders als die naturalistische Darstellung sucht Rilke, Eindrücke des Moments festzuhalten, verwischt durch Bewegung, teilweise reduziert auf Farben und Details. Rilkes Das Karussell geht aber über die impressionistische Darstellung optischer Eindrücke hinaus: Die Gegenstände verweisen symbolisch nicht auf anderes, sondern auf ihr inneres Wesen, so als spräche das Ding selbst.
Die Neuen Gedichte aus dem Jahre 1907, zu denen Das Karussell gehört, entstanden während Rilkes Paris-Aufenthalt von 1905/06. Rilke arbeitete hier als Sekretär des Bildhauers Auguste Rodin und war von den Entwicklungen der bildenden Kunst in seiner Umgebung beeinflusst.

## Formale Betrachtung
Bei der formalen Betrachtung fällt zunächst die unterschiedliche Strophenlänge ins Auge (8 – 3 – 3 – 1 – 4 – 1 – 7 Verse).
Die erste Strophe stellt das Karussell als Ganzes dar.
Anschließend werden exemplarisch ein Mädchen (2. Strophe) und ein Junge (3. Strophe) als Fahrgäste dargestellt.
Strophe 4 und 6 bestehen nur aus dem „weißen Elefanten“.
Strophe 5 hat die fast schon erwachsenen Mädchen zum Gegenstand.
Die letzte Strophe betrachtet noch einmal das nun schneller drehende Karussell als Ganzes.
Die erhöhte Geschwindigkeit wird durch die verkürzten Abstände vermittelt, in denen der weiße Elefant auftaucht, weiterhin durch die stärker rhythmisierte Sprache. Die endlose Drehbewegung wird auch durch das Enjambement einzelner Verse formal zum Ausdruck gebracht. Die drei Punkte am Ende des Gedichts stehen für die zu erwartende Fortsetzung dieser Drehbewegung. Auch das gleichmäßige Versmaß unterstützt die Darstellung des kreisenden Karussells (durchgängig 5-hebiger Jambus).
Zusätzlich wird die häufig wiederholte Konjunktion „und“ zur Darstellung der Kreisbewegung eingesetzt, zum Teil zusätzlich als Anapher.
Und das geht hin und eilt sich, dass es endet,
und kreist und dreht sich nur und hat kein Ziel.
Es entsteht ein Gesamtbild aus zunächst additiv aneinandergereihten Details („und“), die zunächst in der langsamen Drehbewegung jeweils für sich stehen, sich dann aber zu einem Gesamtbild aus Farbimpressionen und aufblitzendem Lächeln der kleinen Gesichter am Ende des Gedichts mischen. Diese Beschleunigung des Karussells wird in den letzten beiden Strophen durch die Wortwahl („vorüber“, „Pferdesprunge“, „Schwunge“, „eilt sich“, „vorbeigesendet“), durch abgebrochene Sätze und einen Wechsel im Reimschema vermittelt.

## Interpretation
Inhaltlich konfrontiert das Gedicht die Perspektive des erwachsenen Betrachters mit der phantasievollen Welt der Kinder. Geblendet von der Schönheit der Kinderwelt weiß der Erwachsene gleichzeitig um deren Begrenztheit:
von bunten Pferden, alle aus dem Land,
das lange zögert, eh es untergeht. (V. 3 f.)
Das Leben der Kinder, dessen Ausstrahlung gerade im Selbstbezug, in fehlenden Zielen und Blicken auf sich selbst begründet liegt, fasziniert den Flaneur, der es beobachtet. Im Gedicht ist das „atemlose, blinde Spiel“ der Kindheit in verschiedenen Bildern festgehalten. Da ist zunächst einmal das Karussell und seine Drehbewegung als übergreifende Metapher für das „Land, das lange zögert, eh es untergeht“. Im Detail sind es dann die Kinder, die ganz in die Phantasie eintauchen, auf einem Hirsch reiten, „ganz wie im Wald“, oder Mut und Angst erleben wie der kleine Junge auf dem „bösen roten Löwen“. Eine spezifische Perspektive des distanzierten Betrachters ist die Gesichtslosigkeit der glücklichen Kinder, ein „kaum begonnenes Profil“ (V. 24). In ihrem Spiel erscheinen sie nicht als kleine individuelle Erwachsene, sondern als Symbolfiguren der Kindheit überhaupt.
Die Symbolik der Farben lässt einigen Raum für subjektive Interpretationen. Stellt sich dem literarisch Gebildeten „das kleine blaue Mädchen“ auf dem Hirsch als romantische Figur dar, sind hier vielleicht auch andere Interpretationen möglich.
Ein anderes Symbol ist der weiße Elefant, der zum einen die Drehbewegung des Kinderkarussells vermittelt, andererseits aber auch für besondere Ereignisse in der Kindheit stehen könnte. Das Weiß des Elefanten könnte die Unschuld der Kindheit symbolisieren. Auch hier gibt es Spielraum für Interpretationen.
Einige Aspekte werden durch Alliterationen hervorgehoben, wie die Wirkung der Tiere auf die Kinder:
doch alle haben Mut in ihren Mienen; (V. 6)
dieweil der Löwe Zähne zeigt und Zunge. (V. 14)
In der Fachliteratur wird unter anderem die Stellungnahme des Gedichts zum Phänomen der Kindheit unterschiedlich gewertet. Teilweise wird eher die Erwachsenenperspektive pointiert, indem man das Glück der Kindheit – und damit jedes selbstvergessene Spiel – als Illusion „demaskiert“, zum Teil wird die Selbstbezogenheit und Phantasie der Kinderwelt der Erwachsenenwelt als „wahre“ Welt gegenübergestellt, deren Glück uns blendet. Einigen Interpretationen erscheint das Karussell als Metapher für jegliche Art selbstvergessenen Spiels.
Zentral für die Analyse könnten hier die älteren Mädchen sein, die noch einmal in die Welt der Kinder eintreten wollen, aber – fast wie die Erwachsenen – nicht mehr in der Lage sind, sich dem „blinden Spiel“ ganz hinzugeben und „aufschauen, irgendwohin, herüber“, in die Welt der Erwachsenen.
Charles Garnier hat jenes Kinderkarussell entworfen, welches Rilke inspirierte. Das Karussell wird zum Sinnbild des Lebens in seiner ziellosen, aber ständigen Bewegung, in der die immer gleichen Bilder wiederkehren, ähnlich Nietzsches Ewiger Wiederkunft. Auch nutzt Rilke die Wahrnehmungspsychologie, indem zunächst die Farben präzise zugeordnet werden wie bunte Pferde, roter Löwe, weißer Elefant, schließlich lösen sich die Farben von den „Dingen“ gleich einer Geschwindigkeitszunahme- die Farben verschwimmen.

## Vertonungen
- Claus Boysen spricht das Gedicht
- Überfliessende Himmel – Rilke Projekt Vol. 3 (Audio-CD), Random House Audio, März 2004, ISBN 3-89830-695-X.
- Will Quadflieg spricht Rilke – Gedichte aus: Das Stundenbuch – Mir zur Feier – Das Buch der Bilder – Sonette an Orpheus – Neue Gedichte – Gedichte aus dem Nachlass, Audio-CD
- Im dritten Abschnitt der Kantate „Gedanken über die Zeit“ aus dem Jahr 1999 vertonte Helmut Barbe das Gedicht.
- Reinhardt Repkes Club der Toten Dichter auf dem Album Eines Wunders Melodie (Rainer Rilke neu vertont), Zug Records 2010, Audio-CD